# Victor Jean Desmeures
Victor Jean Desmeures est un artiste peintre, lithographe et designer en tissus français né à Lyon le 18 mai 1895, mort à Paris le 5 avril 1978. Il est également, mais rarement, cité sous le nom de Jean-Victor Desmeures, tel que cité dans les catalogues du Salon des Tuileries ou gravé sur sa sépulture au cimetière du Père-Lachaise.

## Biographie

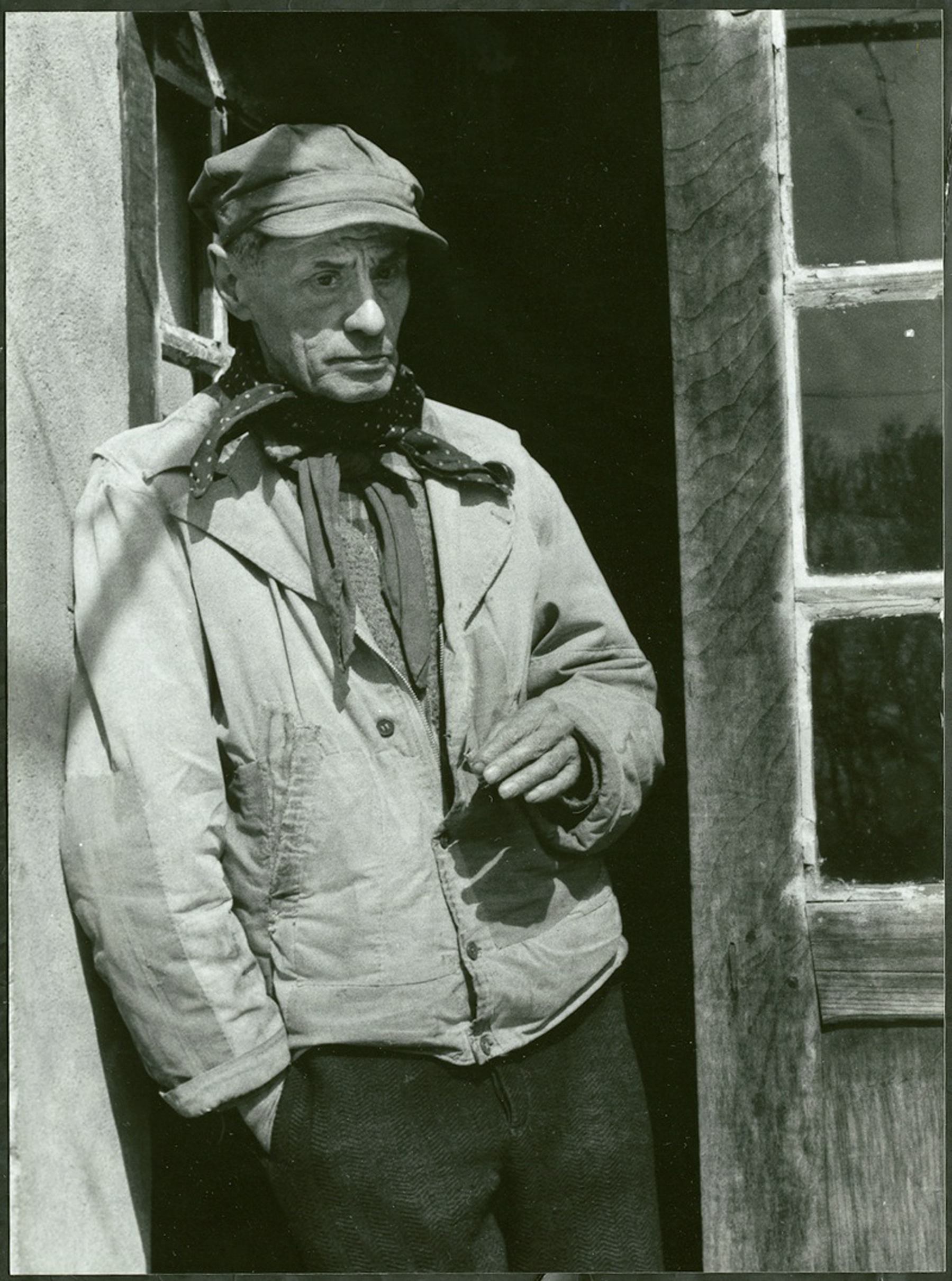
Roger Bissière

D'abord élève de l'École des beaux-arts de Lyon, Victor Jean Desmeures est à l'Académie Ranson de Paris, en même temps qu'Alexandre Garbell, élève de Roger Bissière qui y enseigne la peinture et le dessin à partir de 1923. Sociétaire du Salon d'automne où il expose régulièrement à partir de 1924, il participe également au Salon des Tuileries et est en 1925, avec les peintres Charles Sénard et Pierre Combet-Descombes, l'un des membres fondateurs du Salon du Sud-Est de Lyon.
Après un concours d'affiches lancé en 1928, auquel répondent 233 candidats et qu'il remporte, Victor Jean Desmeures est en 1931 l'auteur de l'affiche lithographique Le Tour du monde en un jour éditée par Robert Lang pour l'Exposition coloniale internationale. « Desmeures, observe-t-on, présente l'Empire sous la forme symbolique de quatre visages - l'Indochine, l'Afrique du Nord, l'Afrique subsaharienne et l'Amérique - réunis sous le drapeau unificateur de la France (le drapeau tricolore surmonte la silhouette d'un minaret à l'arrière-plan gauche, la silhouette du temple d'Angkor lui faisant pendant à l'arrière-plan droite). Les traits simplifiés à l'extrême du dessin excluent l'idée du portrait, la couleur donnant une unique valeur à la différence. L'encadrement Le Tour du monde en un jour rappelle l'écrit de Jules Verne ».
Une aquarelle gouachée datée de cette même année 1931, située à La Ferté-sous-Jouarre et signée d'André Planson, répertoriée dans la collection du peintre Jules Cavaillès, représente Victor Jean Desmeures en compagnie de sa première épouse Séraphine Boffard-Coquat, appelée « Ninette », modiste de métier. Sa sœur - Laure Boffard-Coquat, dite Lolotte, créatrice textile, compagne du peintre Jean Léon - et elle, sont très liées à leur cousine germaine Hélène Gros-Coissy, épouse de l'écrivain Alexandre Vialatte. Ce dernier, proche ainsi de Desmeures, l'évoque comme contributeur à l'illustration de son œuvre.
Installé au 5, rue Eugène-Delacroix dans le 16e arrondissement de Paris, Victor Jean Desmeures s'intéresse en 1947 aux arts appliqués, dessinant et peignant des projets de tissus.
Son œuvre peint comprend des portraits familiaux (sa mère, sa seconde épouse née Germaine Hirsch, ainsi que des autoportraits), des natures mortes et des paysages qui énoncent les lieux essentiellement fréquentés : Paris (les quais de Seine, le canal Saint-Martin, la cathédrale Notre-Dame de Paris, le bois de Boulogne), les départements de Seine-et-Marne (Jouarre, La Ferté-sous-Jouarre, Reuil-en-Brie) et de l'Aisne (Pavant), la Normandie (Cabourg), la Bretagne (Damgan, Kérity, Le Guilvinec, Le Pouldu, le phare d'Eckmühl et les rochers de Saint-Guénolé à Penmarch).
Mort en 1978, Victor Jean Desmeures repose avec sa seconde épouse Germaine (1892-1969) dans la même sépulture que Georges Hirsch au cimetière du Père-Lachaise, 89e division. Le nom gravé sur la sépulture est « Jean-Victor Desmeures ».

## Contributions bibliophiliques
- Pierre Benoit, Œuvres complètes, tome 4, illustrations de Georges-André Klein, Georges Pacouil, Victor Jean Desmeures (pour le roman Lunegarde avec une préface de Pierre Mac Orlan), Paul Charlemagne, Roland Oudot, Claude Schürr, Jean-Pierre Alaux et Jean-Denis Malclès, Albin Michel, 1958.

## Expositions
- Salon d'automne, Paris, à partir de 1924[2], sociétaire en 1944[11].
- Salon du Sud-Est, Lyon, à partir de 1925 (on trouve toujours le nom de Victor Jean Desmeures aux côtés de ceux d'André Cottavoz, Jean Couty, Raymond Feuillatte, Jean Fusaro, Jean Puy, Maurice Savin et Jacques Truphémus parmi les exposants du XXIIIe salon, de novembre 1950 à janvier 1951[12]).
- Exposition coloniale internationale, Paris, mai-novembre 1931.
- Exposition universelle, Paris, mai-novembre 1937[2].
- Salon des Tuileries, musée d'art moderne de la ville de Paris, juin-juillet 1943, juin-juillet 1944.
- El gusto moderno - Art Deco en París, 1910-1935, fundación Juan March (en), Madrid, mars-juin 2015.
- Exotic - Modern : French Art Deco and inspiration from afar, musée d'art métropolitain Teien de Tokyo, octobre 2018 - janvier 2019.

## Réception critique
- « Paysagiste, il a surtout peint les environs de sa région natale qu'il traite avec des nuances subtiles, en demi-teintes et voilés des brumes qui caractérisent le climat lyonnais. » - Dictionnaire Bénézit[2]
- « Echoing the colonial sensibility of British images, the french painter Victor Jean Desmeures's poster publiczing the exhibition, captioned Round the world in one day, displays caricatured stereotypes of non Europeans, most prominently in the face of the Asian in the foreground. His furtive glance is suggestive of European's view of Asians as "inscrutable". Desmeures used a basic palette of bold, flat colours to differentiate betweem the citizens of the different parts of the French Empire in a schematic and ornemental way. Again, the Art Deco tendency to emphasize decorative form at the expense of substance is evident here. » - Stephen J. Eskilson[13]

## Collections publiques

### France

#### Peinture
- Musée du Domaine départemental de Sceaux, Annonce du printemps à Romeny-sur-Marne, huile sur toile.

#### Lithographie
- Des exemplaires de l'affiche lithographique Le Tour du monde en un jour (format 120x80cm, 1931) sont répertoriés à Paris dans les collections du musée de l'Armée[14], du musée des arts décoratifs, du musée de l'histoire de l'immigration[15], de la Bibliothèque de documentation internationale contemporaine[4], de la bibliothèque historique de la ville de Paris et du cabinet des estampes de la Bibliothèque nationale de France, à Boulogne-Billancourt dans les collections du musée des Années Trente[3], à Aix-en-Provence dans les collections des archives nationales d'outre-mer.

#### Fresques murales
- Hôtel des Postes, Lyon[2].
- Église Notre-Dame-de-Compassion de Paris.

### Allemagne
- Musée Folkwang, Essen.

## Distinctions
- Médaille d'or, Exposition universelle de 1937.